# Carmen E. Benítez de Rojas
Carmen Emilia Benítez de Rojas (1937 ) es una botánica, y profesora venezolana. En 1957 obtuvo su licenciatura en biología, con la defensa de la tesis. Desarrolla actividades académicas en el "Instituto de Botánica Agrícola", Facultad de Agronomía, Maracay, Estado Aragua, Universidad Central de Venezuela. También ha trabajado en la polínica de las solanáceas
También opera como curadora en el fortalecimiento del Herbario de la "Facultad de Agronomía “Víctor M. Badillo”", como un centro de investigación de la biodiversidad en Venezuela

## Publicaciones
- carmen e. Benítez de Rojas, maría Ferrarotto S. 2009. Morfología de la epidermis foliar en dos grupos de Solanum sección Geminata (Solanaceae). Caldasia 31 ( 1 ): 31-40

- -----------------------------------------. 2006. Una nueva especie de Schwenckia (Solanaceae) del Caquetá, Colombia. Novon 16 ( 2 ): 209-211

- -----------------------------------------. 2005. Adiciones a la flora Solanácea de los Andes Suramericanos. Acta Botánica Venezuelica vol. 28 Nº. 1. ISSN 0084-5906 artículo en línea

- -----------------------------------------. 2003. Solanaceae del Parque nacional Henri Pittier, Venezuela. I, sinopsis de las tribu Cestreae, Salpiglossideae y Sschwenckieae. Pittieria 32: 83-94 artículo en línea

- damelis Jáuregui, carmen e. Benítez de Rojas. 2001. Estudio morfológico y anatómico de la hoja de Solanum imberbe Bitter, especie notable por su hábitat fluviátil. Pittieria 31

- -----------------------------------------, m. Nee. 2001. The neotropical genus Sessea (Solanaceae): A preliminary survey. En: Solanaceae. V. Advances in taxonomy and utilization (van der Berg, R.G., G.W.M. Barendse, G.M. van der Weerden & C. Mariani, eds.), pp. 153-159. Nijmegen University Press

- -----------------------------------------. 2001. Una nueva especie de Sessea (Solanaceae) de Loja, Ecuador. Novon 11 ( 3): 298-301

- -----------------------------------------, neil w. Sawyer. 1999. A new species of Cestrum (Solanaceae) from the Cordillera de Merida, Venezuela. Brittonia 51 ( 2 ): 163-165

- -----------------------------------------, william g. D'arcy. 1998. The genera Cestrum and Sessea (Solanaceae: Cestreae) in Venezuela. Annals of the Missouri Botanical Garden 85: 273-351

- neil w. Sawyer, carmen e. Benítez de Rojas. 1998. Morphological analysis of three equivocal sibling species of Deprea (Solanaceae). Brittonia 50 ( 4 ): 524-535

- carmen e. Benítez de Rojas, william g. D'Arcy. 1997. The genus Lycianthes (Solanaceae) in Venezuela. Annals of the Missouri Botanical Garden 84 ( 2 ): 167-200

- -----------------------------------------, william g. D’Arcy. 1995. New species of Cestrum (Solanaceae) and synonymy under two widespread species. Novon 5 ( 4 ): 311-317

- -----------------------------------------, --------------------------. 1993. Nomenclature of Sessea corymbiflora (Solanaceae) and its occurence in Venezuela. Novon 3: 324-327

- -----------------------------------------. 1990. Dos especies nuevas del género Schwenckia (Solanaceae) de Venezuela. Annals of the Missouri Botanical Garden 77 ( 2 ): 412-417

- william g. D’Arcy, carmen e. Benítez de Rojas. 1990. Cestrum neblinese (Solanaceae), a new species from Venezuela. Annals of the Missouri Botanical Garden 77 ( 1 ): 205-206

- víctor m. Badillo, carmen e. Benítez de Rojas, o. Huber. 1984. Lista preliminar de especies de Antófitas del Parque nacional Henri Pittier. Ernstia 26: [Solanaceae] 34-37

- carmen e. Benítez de Rojas. 1974. Los géneros de las Solanaceae de Venezuela. Rev. Fac. Agron. (Maracay) VII (3): 87-97

### Libros
- carmen e. Benítez de Rojas. 1996. Revisión de la tribu Cestreae (Solanaceae) de Venezuela. Archivos Biblioteca Facultad Agronomía, Universidad Central de Venezuela (mimeografiado)

239 pp. + 36 láms.
- -----------------------------------------. 1993. La tribu Schwenckieae Hunz. (Solanaceae) en Venezuela. Volumen 33 de Colección Monografías (Universidad Central de Venezuela). Consejo de Desarrollo Científico y Humanístico. Edición ilustrada de CDCH UCV, 80 pp. + 24 láms. ISBN 9800005749 las primeras 27 páginas, en línea

## Honores
Miembro de
- "Asociación Venezolana para el Avance de la Ciencia"

- La abreviatura «Benítez» se emplea para indicar a Carmen E. Benítez de Rojas como autoridad en la descripción y clasificación científica de los vegetales.[6]